# 창원 대광사 경덕전등록
창원 대광사 경덕전등록(昌原 大廣寺 景德傳燈錄)은 대한민국 경상남도 창원시 진해구, 대광사에 있는 책이다. 2015년 10월 29일 경상남도의 문화재자료 제604호로 지정되었다.

## 개요
｢경덕전등록(景德傳燈錄)｣은 중국의 조사(祖師)들뿐만 아니라 인도에까지 전등의 법계를 확대하고 있으며, 인도와 중국에 유학한 한반도의 승려들까지 소개하고 있다는 점에서 그 특징이 있다. 또한 각 조사와 선사(禪師)의 俗姓과 俗家와 家系 출생지 및 수행경력 그리고 입적에 이르기까지의 사전적인 기술이 돋보이는 책이다.
이 책은 3권(卷1~3)이 1책으로 제본(製本)된 목판본(木板本)으로, ‘전체 20장(張)’으로 구성되어 있다.
표지서명은 ‘傳燈錄’으로 되어 있으며, 권수제(卷首題)는 ‘경덕전등록’(景德傳燈錄), 판심제(版心題)는 ‘경덕전등록’(景德傳燈錄)’으로 확인된다. 판식(板式)은 사주단변(四周單邊)에, 반곽(半郭)의 크기는 세로19.5cm에 가로15.3cm이며, 계선이 없고(無界), 12행(行) 20자(字)로 배열되어 있다.
권말(卷末)에 ‘萬曆四十二年甲寅四月日公洪道恩津地佛明山雙鷄寺開板’이라는 간기(刊記)를 통하여, ‘1614년, 쌍계사에서 개판하였음’을 알 수 있다.
이 책은 ‘1614년, 쌍계사’라는 명확한 간행 기록(刊記), 및 그 간행과 관련한 시주자들이 기록(記錄)되어 있고, 그 인출 및 보관 상태가 양호한 책이다. 그 간행의의와 성격이 중요한 자료적 가치가 있다.

## 참고 자료
- 창원 대광사 경덕전등록 - 국가유산청 국가유산포털